# Kriegerdenkmal (Darmstadt-Eberstadt)

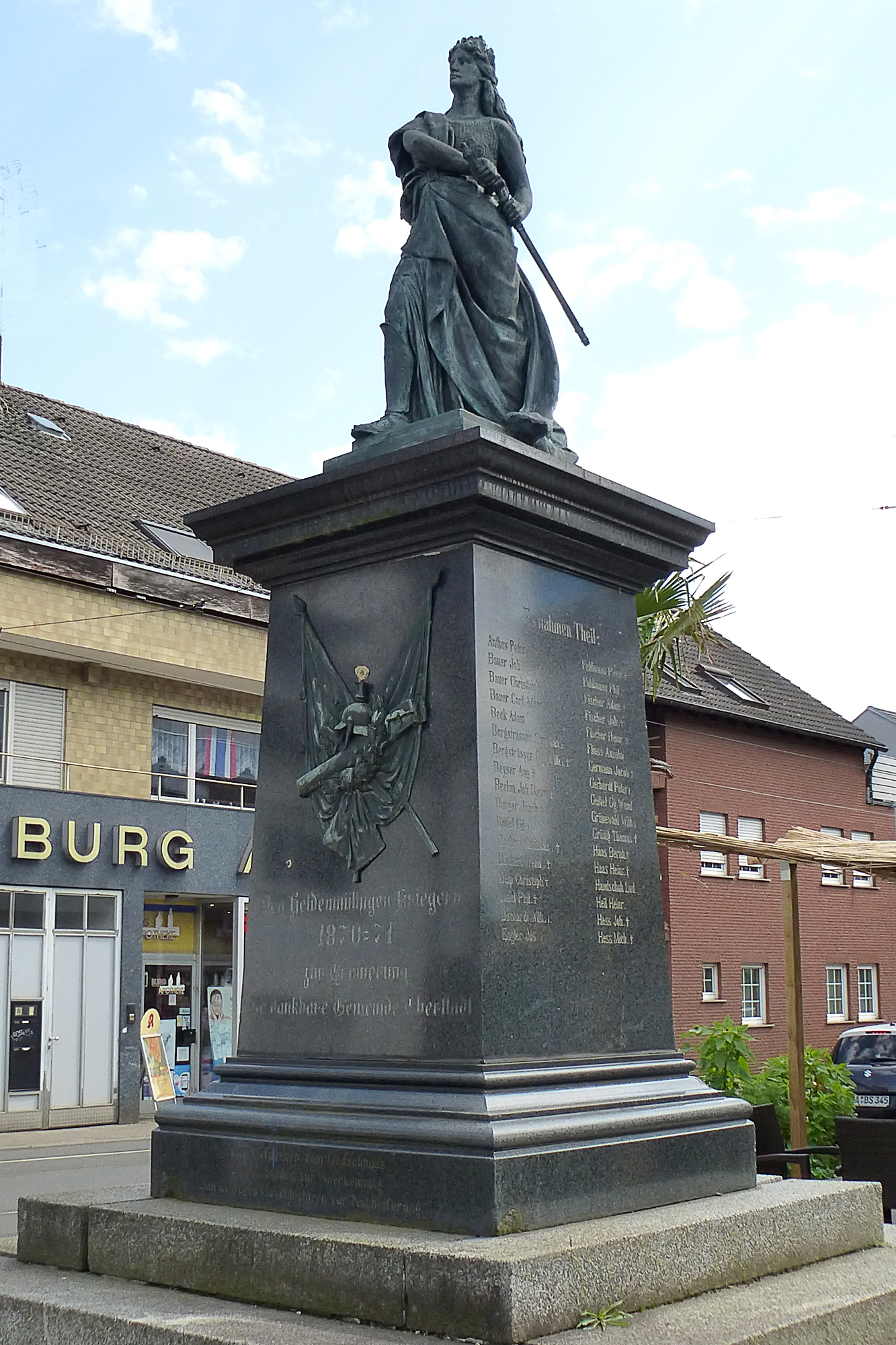
Darmstadt-Eberstadt-Kriegerdenkmal

Das Kriegerdenkmal ist ein 1899 in Erinnerung an die Gefallenen des Deutsch-Französischen Krieges aufgestelltes Denkmal in Darmstadt-Eberstadt.

## Geschichte und Beschreibung
Das Fundament besteht aus Bruchsteinen die mit hellgrauen Granitstufen gefasst sind. Auf einem quadratischen Sockel aus poliertem schwarzen Granit – mit Inschrift und Trophäe – steht eine als Galvanoplastik ausgeführte Germaniafigur aus Kupferblech. Die symbolische Frauenfigur mit Harnisch und Lorbeerkranz auf dem Haupt trägt ein Schwert. Die Figur wurde von der Kunstanstalt Geisslingen hergestellt.